# Hellenvilliers
Hellenvilliers era una comuna francesa que estaba situada en el departamento de Eure, de la región de Normandía, que en 1995 pasó a formar parte de la comuna de Grandvilliers.

## Demografía
| Gráfica de evolución demográfica de Hellenvilliers entre 1800 y 1990 |
|                                                                      |

Los datos demográficos contemplados en este gráfico se han cogido de la página francesa EHESS/Cassini.